# جورجيوس ديامانتوبولوس جورجيوس
جورجيوس ديامانتوبولوس جورجيوس (باليونانية: Γιώργος Διαμαντόπουλος)‏ مواليد 15 فبراير 1980 في خولارغوس، هو لاعب كرة سلة يوناني. بدأ مسيرته الاحترافية في سنة 1997. يلعب مع فريق باباغو. يبلغ طوله 6 قدم 5 بوصة (2.0 م).

## المسيرة الاحترافية
لعب مع نادي بانيونيس لكرة السلة من سنة 1999 إلى 2003، ثم لعب مع نادي أولمبياكوس لكرة السلة في موسم 2003–2004، ثم لعب مع نادي بانيونيوس في موسم 2004–2005، ثم لعب مع روزيتو شاركز في الدوري الإيطالي في موسم 2005–2006.

## روابط خارجية
- جورجيوس ديامانتوبولوس جورجيوس على موقع الاتحاد الدولي لكرة السلة (الإنجليزية)
- جورجيوس ديامانتوبولوس جورجيوس على موقع الدوري الأوروبي لكرة السلة (الإنجليزية)
- جورجيوس ديامانتوبولوس جورجيوس على موقع كرة السلة الأوروبية.كوم (الإنجليزية)
- جورجيوس ديامانتوبولوس جورجيوس على موقع DraftExpress.com (الإنجليزية)
- جورجيوس ديامانتوبولوس جورجيوس على موقع ريلجم (الإنجليزية)
- جورجيوس ديامانتوبولوس جورجيوس على موقع بروبوليرز (الإنجليزية)
- جورجيوس ديامانتوبولوس جورجيوس على موقع سبورتس رفرنس (الإنجليزية)